# Championnat d'Australie de basket-ball
Pour les articles homonymes, voir National Basketball League.
La National Basketball League est la ligue professionnelle de basket-ball de plus haut niveau en Australie. Elle est basée, comme dans beaucoup de ligue anglo-saxonnes, sur le principe d'équipes franchisées.

## Historique

Logo de 2009 à 2015

La ligue a commencé en 1979 et jouait ses saisons entre avril et septembre jusqu'à sa 20e édition en 1998. Depuis cette saison 1998-1999 le format fut adapté pour en faire une ligue d'été : d'octobre à avril. Ceci met donc la ligue en concurrence directe avec les compétitions de football australien.
La NBL porte le nom de National bien qu'accueillant en son sein des équipes extérieures à l'Australie : les New Zealand Breakers (Nouvelle-Zélande) depuis 2003 et les Singapore Slingers (Singapour) de 2006 à 2008.

## Les équipes actuelles de NBL
| Club                         | Création | Ville                              | Entraîneur     | Titres | Salle                           | Capacité |
| ---------------------------- | -------- | ---------------------------------- | -------------- | ------ | ------------------------------- | -------- |
| Adelaide 36ers               | 1983     | Adelaide, Australie-Méridionale    | Joey Wright    | 4      | Adelaide Arena                  | 8 000    |
| Brisbane Bullets             | 1979     | Brisbane, Queensland               | Andrej Lemanis | 3      | Nissan Arena                    | 5 000    |
| Cairns Taipans               | 1999     | Cairns, Queensland                 | Mike Kelly     | 0      | Cairns Convention Centre        | 5 300    |
| Illawarra Hawks              | 1979     | Wollongong, Nouvelle-Galles du Sud | Matt Flinn     | 1      | WIN Entertainment Centre        | 6 000    |
| Melbourne United             | 1984     | Melbourne, Victoria                | Dean Vickerman | 5      | State Netball and Hockey Centre | 3 500    |
| New Zealand Breakers         | 2003     | Auckland, Nouvelle-Zélande         | Dan Shamir     | 4      | North Shore Events Centre       | 4 400    |
| Perth Wildcats               | 1982     | Perth, Australie-Occidentale       | Trevor Gleeson | 10     | Perth Arena                     | 14 846   |
| South East Melbourne Phoenix | 2019     | Melbourne, Victoria                | Simon Mitchell | 0      | State Basketball Centre         | 3 200    |
| Sydney Kings                 | 1988     | Sydney, Nouvelle-Galles du Sud     | Will Weaver    | 5      | Sydney Entertainment Centre     | 10 517   |

## Les franchises disparues
- Launceston Casino City (1980-1982)
- West Adelaide Bearcats (1979-1984)
- Gold Coast Rollers (1991-1996)
- Geelong Supercats (1988-1996)
- Newcastle Falcons (1979-1999)
- Victoria Titans (1998-2001) puis Victoria Giants (2002-2004)
- Canberra Cannons (1979-2003) puis Hunter Pirates (2003-2006) puis Singapore Slingers (2006-2008)
- West Sydney Razorbacks (1998-2008) puis Sydney Spirit (2008-2009)
- South Dragons (2006-2009)
- Gold Coast Blaze (2009-2012)
- Townsville Crocodiles (1993-2016)

## Les champions NBL
- 1979 : St Kilda Saints
- 1980 : St Kilda Saints
- 1981 : Launceston Casino City
- 1982 : West Adelaide Bearcats
- 1983 : Canberra Cannons
- 1984 : Canberra Cannons
- 1985 : Brisbane Bullets
- 1986 : Adelaide 36ers
- 1987 : Brisbane Bullets
- 1988 : Canberra Cannons
- 1989 : North Melbourne Giants
- 1990 : Perth Wildcats
- 1991 : Perth Wildcats
- 1992 : South East Melbourne Magic
- 1993 : Melbourne Tigers
- 1994 : North Melbourne Giants
- 1995 : Perth Wildcats
- 1996 : South East Melbourne Magic
- 1997 : Melbourne Tigers
- 1998 : Adelaide 36ers
- 1999 : Adelaide 36ers
- 2000 : Perth Wildcats
- 2001 : Wollongong Hawks
- 2002 : Adelaide 36ers
- 2003 : Sydney Kings
- 2004 : Sydney Kings
- 2005 : Sydney Kings
- 2006 : Melbourne Tigers
- 2007 : Brisbane Bullets
- 2008 : Melbourne Tigers
- 2009 : South Dragons
- 2010 : Perth Wildcats
- 2011 : New Zealand Breakers
- 2012 : New Zealand Breakers
- 2013 : New Zealand Breakers
- 2014 : Perth Wildcats
- 2015 : New Zealand Breakers
- 2016 : Perth Wildcats
- 2017 : Perth Wildcats
- 2018 : Melbourne United
- 2019 : Perth Wildcats
- 2020 : Perth Wildcats
- 2021 : Melbourne United
- 2022 : Sydney Kings
- 2023 : Sydney Kings
- 2024 : Tasmania JackJumpers
- 2025 : Illawarra Hawks

### Palmarès complet
| Équipe                                    | Titres | Saisons                                                    |
| ----------------------------------------- | ------ | ---------------------------------------------------------- |
| Perth Wildcats                            | 10     | 1990, 1991, 1995, 2000, 2010, 2014, 2016, 2017, 2019, 2020 |
| Melbourne United                          | 6      | 1993, 1997, 2006, 2008, 2018, 2021                         |
| Sydney Kings                              | 5      | 2003, 2004, 2005, 2022, 2023                               |
| Adelaide 36ers                            | 4      | 1986, 1998, 1999, 2002                                     |
| New Zealand Breakers                      | 4      | 2011, 2012, 2013, 2015                                     |
| Canberra Cannons †                        | 3      | 1983, 1984, 1988                                           |
| Brisbane Bullets                          | 3      | 1985, 1987, 2007                                           |
| St. Kilda Saints †                        | 2      | 1979, 1980                                                 |
| North Melbourne Giants †                  | 2      | 1989, 1994                                                 |
| South East Melbourne Magic †              | 2      | 1992, 1996                                                 |
| Illawarra Hawks                           | 2      | 2001, 2025                                                 |
| Launceston Casino City Tigers †           | 1      | 1981                                                       |
| West Adelaide Bearcats †                  | 1      | 1982                                                       |
| South Dragons †                           | 1      | 2009                                                       |
| Tasmania JackJumpers †                    | 1      | 2025                                                       |
| † Équipes n'étant plus au sein de la NBL. |        |                                                            |

## Joueurs célèbres ou marquants
- LaMelo Ball
- Alexandre Sarr
- Pero Cameron
- Andrew Gaze
- Shane Heal
- Rimas Kurtinaitis
- Andrew Bogut